# Steve James
Steven W. James (ur. 19 lutego 1952 w Nowym Jorku, zm. 18 grudnia 1993 w Burbank) – amerykański aktor, producent, montażysta, scenarzysta, kaskader i mistrz sztuk walki.

## Życiorys

### Wczesne lata
Urodził się i wychował w Nowym Jorku. Jego ojciec Hubie James był muzykiem (trębaczem) a matka tancerką sceniczną. Z aktorstwem zetknął się poprzez swojego chrzestnego Joego Senekę, który często zabierał go na plan filmowy. Już w dzieciństwie wyróżniał się pośród rówieśników wyjątkowo dobrymi warunkami fizycznymi (wysoki i dobrze umięśniony). Jako nastolatek, pod wpływem filmów z Bruce’em Lee zainteresował się wschodnimi sztukami walki, zdobywając w końcu czarny pas w kung-fu. W 1969 ukończył Power Memorial Academy, następnie studiował aktorstwo na Long Island University C. W. Post Campus w Nowym Jorku. 

### Kariera
Po ukończeniu studiów zaczął pracować jako performer i menedżer w South Street Seaport Theatre na Manhattanie. W 1975 grał w rewii muzycznej Jacques Brel żyje i ma się dobrze i mieszka w Paryżu w Actors Theatre of Louisville (Mainstage) w Louisville w Kentucky z Davidem Canarym. Wkrótce wziął udział w różnych reklamach telewizyjnych. Dzięki doskonałym warunkom fizycznym (185 cm wzrostu i rozbudowana muskulatura) i znajomości sztuk walki doskonale odnalazł się w filmach kina akcji, w tym Wejście do gry śmierci (Enter the Game of Death, 1978), Wejście trzech smoków (Enter Three Dragons, 1978), Złoty smok, srebrny smok (Golden Dragon, Silver Snake, 1979) Godfreya Ho, którego rozkwit przypadał na lata 80. XX w. Wiele z nich, np. Amerykański ninja (1985) z Michaelem Dudikoffem, to dzisiaj klasyczne i kultowe obrazy tego gatunku.
Zadebiutował w filmie autobiograficznym Edukacja Sonne'go Carsona (The Education of Sonny Carson, 1974) z Mary Alice o życiu kontrowersyjnego czarnoskórego aktywisty Roberta „Sonny’ego” Carsona. Potem pojawił się w przygodowym filmie fantasy Ląd zapomniany przez czas (The Land That Time Forgot, 1975) wg powieści Edgara Rice'a Burroughsa u boku Douga McClure, Exterminator (The Exterminator, 1980) z Samanthą Eggar i Christopherem George, filmie akcji o tematyce zimnej wojny Żołnierz (The Soldier, 1983) z Kenem Wahlem i Albertą Watson, filmie science fiction Johna Saylesa Brat z innej planety (The Brother from Another Planet, 1984) z Joe Mortonem, operze mydlanej ABC Wszystkie moje dzieci (All My Children, 1984) jako strażnik Pinkston.
Jego ostatnimi filmami, które ukazały się na ekranach już po jego śmierci, były: Krwawa pięść V: Na celowniku (1994), gdzie partnerował Donowi Wilsonowi) oraz serial TV pt. M.A.N.T.I.S. (1994), gdzie wystąpił w pilotowym odcinku jako Antoine Pike.
Był dwukrotnie żonaty. Z pierwszego związku miał córkę Debi. W 1992 poślubił Christine Pan James.
Zmarł 18 grudnia 1993 w wieku 41 lat na raka trzustki, w swoim domu w Burbank w Kalifornii otoczony troskliwą opieką żony i córki.

## Filmografia
- 1979: Wojownicy jako baseballista
- 1980: W przebraniu mordercy - kaskader
- 1981: Artur (Arthur) jako człowiek poza Tie Store
- 1981: Fort Apache, Bronx - kaskader
- 1981: Ragtime - kaskader
- 1984: Wszystkie moje dzieci jako strażnik Pinkston
- 1984: Diukowie Hazzardu jako Carney
- 1985: Maska jako stażysta szpitalny
- 1985: Dziewczyna z komputera jako facet przy stole
- 1985: Amerykański ninja jako Curtis Jackson
- 1985: Żyć i umrzeć w Los Angeles jako Jeff Rice
- 1986: Ucieczka jeńców (Behind Enemy Lines) jako Johnston
- 1986: Oddział Delta jako Bobby
- 1986: Siła pomsty (Avenging Force) jako Larry Richards
- 1986: Na wariackich papierach jako Mohammed "Boogaloo" Brown
- 1987: Amerykański ninja 2: Konfrontacja jako Curtis Jackson
- 1988: Bohater i Strach jako Robinson
- 1989: Amerykański ninja 3: Krwawe łowy jako Curtis Jackson
- 1990: Pan Johnson jako Aliu
- 1993: Weekend u Berniego 2 jako Henry
- 1994: Krwawa pięść V: Na celowniku jako Marcus / Drew Washington
- 1994: M.A.N.T.I.S. jako Antoine Pike